# Natalia Nazarova (volley-ball)
Pour les articles homonymes, voir Natalia Nazarova et Nazarova.
Natalia Andreïevna Nazarova (en russe : Наталья Андреевна Назарова) est une joueuse de volley-ball russe née le 22 janvier 1988 à Nijniaïa Salda. Elle mesure 1,89 m et joue au poste de réceptionneuse-attaquante. Elle totalise 12 sélections en équipe de Russie.

## Clubs
| Club                     | De        | À         |
| ------------------------ | --------- | --------- |
| MGFSO Moscou             | 2003-2004 | 2004-2005 |
| Dynamo-Yantar            | 2005-2006 | 2010-2011 |
| Ouralotchka NTMK         | 2011-2012 | 2012-2013 |
| Khara Morin              | 2013-2014 | 2013-2014 |
| Dinamo Moscou            | 2014-2015 | 2014-2015 |
| Zaretchie Odintsovo      | 2015-2016 | 2016-2017 |
| Maccabi Haïfa            | 2017-2018 | 2017-2018 |
| JVK Ienisseï Krasnoïarsk | 2018-2019 | …         |

## Palmarès

### Équipe nationale
- Championnat du monde des moins de 18 ans
  - Finaliste: 2005.

### Clubs
- Championnat d'Israël
  - Vainqueur : 2018.
- Coupe d'Israël
  - Vainqueur : 2018.
- Championnat de Russie
  - Finaliste : 2015.
- Coupe de Russie
  - Finaliste : 2018.